# 吉田恵 (女優)
吉田 恵（よしだ めぐみ、1986年4月23日 - ）は、日本の元女優。帝京大学卒業。

## プロフィール
- 出身地 - 東京都
- 血液型 - A型
- 趣味・特技 - 読書、水泳、ダンス
- 所属事務所 - 活動時は浅井プロダクション（現・ATプロダクション）。

## 来歴
新聞に掲載されていたテアトルアカデミーに応募し研究生となる。レッスン生としては極めて優秀であったため浅井プロダクション（現・ATプロダクション）と契約。
2001年冬には『美少女戦士セーラームーン』で火野レイ / セーラーマーズ役に選出され、2001年春公演から2002年夏公演まで同役を演じた。
高校3年生の2004年秋頃、海外留学を理由に所属事務所との契約が満了。

## 主な出演作品

### テレビドラマ
- 淀川長治物語 神戸編 - サイナラ - （1999年11月7日、テレビ朝日系）
- エイジ（2000年、NHK総合）

### CM
- P&G 「ファブリーズ」

### バライティ
- THE夜もヒッパレ

### 舞台
- ミュージカル 『美少女戦士セーラームーン』（2001年春公演 - 2002年夏公演、サンシャイン劇場 他） - 火野レイ / セーラーマーズ 役
  - ラスト・ドラクル最終章 超惑星デス・バルカンの封印
  - 〜誕生! 暗黒のプリンセス ブラック・レディ〜
  - 〜誕生! 暗黒のプリンセス ブラック・レディ〜 【改訂版】 惑星ネメシスの謎
  - 10th ANNIVERSARY Festival
  - 無限学園 〜ミストレス・ラビリンス〜

## 出版

### DVD
- Petit Smile（2002年11月8日発売、グラントレコーズ）